# Мишин, Валерий Алексеевич
Валерий Алексеевич Мишин — российский учёный в области измерительно-вычислительных комплексов, доктор технических наук, профессор, заслуженный деятель науки РФ, лауреат премии Правительства РФ в области науки и техники.

## Биография
Родился 5 января 1948 года в селе Белозерье Карсунского района.
С отличием окончил Ульяновский политехнический институт (1972) и был оставлен на кафедре «Авиаприборостроение»: старший лаборант, аспирант, младший научный сотрудник, старший научный сотрудник, доцент. С 1984 по 2013 г. заведующий кафедрой «Измерительно-вычислительные комплексы». С 1992 по 2006 г. проректор по научной работе УлГТУ.
Учёный в области аналоговых электроизмерительных приборов. Результаты его научных исследований внедрены на электроприборостроительных предприятиях в Чебоксарах, Витебске, Омске, Житомире, Санкт-Петербурге, Невинномысске, Краснодаре, а также в ряде зарубежных фирм — «Ганц-прибор» (Венгрия), «Коссен» и «Префаг» (ГДР).
Доктор технических наук, профессор.
Заслуженный деятель науки РФ (28.12.1998). Лауреат премии Правительства РФ в области науки и техники за 2003 год - за  разработку  научно-технических  основ  и  создание промышленных комплексов  безотходного  применения  технологических жидкостей при обработке металлов.
Умер 11 сентября 2020 года после продолжительной болезни.

### Сочинения
- Защита электроизмерительных приборов от механических воздействий / В. А. Мишин, М. И. Белый. - М. : Машиностроение, 1987. - 176 с. : ил.; 20 см. - (Б-ка приборостроителя).
- Контроль и управление качеством производства магнитоэлектрических приборов / В. А. Мишин, Д. М. Белый. - Саратов : Изд-во Сарат. ун-та, 1980. - 134 с. : ил.; 20 см.
- Виброустойчивость электроизмерительных приборов при нестационарных механических воздействиях / М. И. Белый, В. А. Мишин, О. М. Ким. - Саратов : Изд-во Сарат. ун-та, 1986. - 107 с. : ил.; 21 см.
- Проектирование и технология производства металлопленочных датчиков механических величин в примерах и задачах : учебное пособие для студентов, обучающихся по направлениям 551100 и 654300 и специальностям 200800 и 220500 / В. А. Тихоненков, В. А. Мишин ; Федеральное агентство по образованию, Гос. образовательное учреждение высш. проф. образования Ульяновский гос. технический ун-т. - Ульяновск : УлГТУ, 2004 (Ульяновск : УлГТУ). - 338 с. : ил.; 21 см.; ISBN 5-89146-586-8
- Конструирование и надежность ИВК летательных аппаратов в примерах и задачах [Текст] : учебное пособие для студентов, обучающихся по направлениям 20010062 "Приборостроение" и 23040062 "Информационные системы и технологии" / В. А. Тихоненков, В. А. Мишин ; М-во образования и науки Российской Федерации, Федеральное гос. бюджетное образовательное учреждение высш. проф. образования "Ульяновский гос. технический ун-т". - 2-е изд., перераб. и доп. - Ульяновск : УлГТУ, 2013. - 269 с. : ил., табл.; 21 см.; ISBN 978-5-9795-1086-6